# ワンバー1-30
ワンバー1-30は、2002年にベルコが開発・販売したパチスロであり、同社製の『ゴールデンベル7』の沖スロ仕様である。本機はBタイプAT機であり、出玉を得る方法は以下の2通り。
- リール上で777が揃う（目押し不要）と押し順がナビされるAT「ベルチャンス (BC)」に突入。
- ベルコ伝統の7セグデジタルが「FFF」を表示することで「ワンバーボーナス」当選。

## カウントダウン7
本機の基本的なゲーム性は、7ゲームの「カウントダウン7 (CD7)」発動時におけるBCの当選である。CD7は、
- 「7」リーチハズレ後リール枠が消灯し、リールバックライトが9つの絵柄から7を選ぶ「ルーレット」
- スイカ揃い後リール枠が消灯し、リールバックライトがスイカのラインを選ぶ「ライン」

の2つの演出から発動する。
なお、CD7は
- 通常ゲーム中は約200ゲームを最大天井として発動の抽選を行う
- BC残り7ゲーム時に必ず発動（ただし-7-ではBC当選は無い）

する。

## ベルチャンス
BC当選は2通りの演出から突入する。
- CD7中BGMが止まり、リールの照明が点灯後（0G連）またはCD7終了後1G目（1G連。小役が揃った場合はその次ゲーム）に777が揃う。
- CD7を経由せず、いきなり777が揃う（いわゆる生入り）。

BCは基本33ゲームを1セットとする。連荘性があり一撃数千枚の出玉放出性能も持つ。通常777が揃った直後にBCの継続ゲーム数を表示するデジタルカウンターが「33」を表示しBCが発動するのだが、その直後「ふぅあふぅあ！！！」という効果音と共にデジタルが上昇すると、最大で「999」まで上昇。スーパーBC（SBC）突入となる。継続ゲーム数111G・222G・333G・444G・555G・666G・777G・888G・999Gで、更にAT中にデジタルが100を切る際、通常は「99」と表示される所を効果音「ゴーン！！！」と共に「099」と表示されると、そのATが四桁SBC（プレミア）に当選していたことが確定し、残りゲーム数が＋1000Gされる。最大ゲーム数である1999Gに当選すると約15,000枚獲得することができる。ちなみに、111G、222Gは四桁SBCに発展する可能性は無く、三桁SBCが確定してしまう。また、444G・666G・888Gでの四桁SBC当選は極めて稀である。本機は時速6,500枚というパチスロ至上最速といわれるコイン獲得スピードを誇る。なお、本機は「ベルチャンス」と称しつつ、揃う小役はスイカであるが、兄弟機『ゴールデンベル7』のBCはきちんとベルが揃う。
なお、BCにはハマリ時の救済モードがあり、BC間800G（CD7のゲーム数はカウントされない）を越えると突入する。救済モード突入後はBC突入抽選確率が設定に関係なく1/2となるが、2連目への継続率が低く、単発と成り易い（ただし、2連目以降は通常時の継続率と同じである。また、ワンバーボーナスを経由した場合は下のボーナスと同じ挙動となる）。

## ボーナス
ワンバー1には、確率は低い（設定6：1/1489、設定1～5：1/2340）がボーナス（「ワンバーボーナス」）があり、7セグデジタルが「FFF」を表示することで当選告知が行われる。また、ボーナス終了後には必ず777が揃い、BCに突入する。また、BC中であれば次回のBCが確定する。